# Table Top Racing
Table Top Racing est un jeu vidéo de course développé et édité par Playrise Digital, sorti en 2013 sur Windows, PlayStation 4, Xbox One, PlayStation Vita, iOS et Android.

## Accueil
- Canard PC : 6/10[1]
- Computer and Video Games : 6/10[2]
- Gamezebo : 3,5/5[3]
- Pocket Gamer : 7/10[4]
- TouchArcade : 3,5/5[5]